# Eumops hansae
Eumops hansae é uma espécie de morcego da família Molossidae. Pode ser encontrada na América Central e do Sul.